# Origine du SARS-CoV-2
L'origine du SARS-CoV-2 est incertaine. Le réservoir animal initial se trouve chez une chauve-souris du genre Rhinolophus. Son adaptation à l'humain pourrait résulter d’un passage direct des chauves-souris aux humains ou d’une transmission impliquant un hôte intermédiaire, via un mécanisme de saut de la barrière des espèces. L'hypothèse d'un accident de laboratoire de virologie fait partie des scénarios possibles voire probable. L'identité, le lieu, le temps et le mécanisme de transmission au « patient zéro » doivent encore être élucidés,.
Le National Intelligence Council et quatre autres agences estiment n'avoir « qu'une faible confiance dans la probabilité que le virus soit apparu par transmission naturelle à partir d'un animal infecté, sans pour autant considérer qu'il soit certain que l'hypothèse de la fuite de laboratoire soit la bonne ». En février 2023, le département de l'Énergie des États-Unis considère la théorie de l'accident de laboratoire ("lab leak theory") comme la source la plus probable de l'origine du Covid-19. Le Federal Bureau of Investigation (FBI) considère déjà cette hypothèse comme la plus probable en novembre 2021, bien que de nombreux scientifiques la remettent en cause dû à un manque de preuve allant dans ce sens. En effet, aucune preuve ne démontre que le SARS-CoV-2 ait existé en laboratoire avant la pandémie,, ni qu'il y ait eu une quelconque fuite de laboratoire.

## Contexte

### Chronologie de la propagation
En décembre 2019 et janvier 2020, une épidémie à pneumopathie éclate en Chine et touche surtout la province du Hubei. Le marché de gros de fruits de mer de Huanan, à Wuhan, est désigné comme épicentre de l'épidémie par les autorités locales le 31 décembre 2019. Il est fermé le lendemain même, le 1er janvier 2020. Le marché de Huanan a la particularité d'offrir une grande diversité de produits issus de la faune sauvage. Les premiers symptômes attribuables a posteriori au SARS-CoV-2 seraient toutefois apparus dès le 1er décembre 2019 chez un patient n'ayant pas fréquenté ce marché.
Le premier cas exporté hors de la Chine continentale est découvert le 13 janvier en Thaïlande. La situation se dégrade rapidement au niveau mondial, et l'épidémie est déclarée urgence de santé publique de portée internationale par l'OMS le 30 janvier 2020. C'est la sixième fois seulement que l'OMS déclenche ce niveau d'alerte dans son histoire.
Dans les premières semaines de l'épidémie de 2019-2020, le virus se propage via des voyageurs vers différents pays d'Asie,,, le 21 janvier en Amérique du Nord, le 24 janvier, en Australie, en Europe,, le 16 février en Afrique et le 26 février en Amérique du Sud. Il s'agit là des premiers cas recensés, en réalité le virus est probablement arrivé plus tôt sur chacun de ces territoires, en y passant inaperçu. Le SARS-CoV-2 circulait probablement en France dès novembre 2019.
Mi-février 2020, le plus important foyer hors de Chine est le paquebot de croisière Diamond Princess, en quarantaine dans le port de Yokohama. Dans la troisième semaine de février des foyers secondaires d'importance émergent en Corée du Sud, en Italie et en Iran, faisant craindre une installation durable de l'épidémie au niveau mondial. Cette crainte se confirme début mars : le 11 mars, le directeur général de l'OMS déclare que « la COVID-19 peut être qualifiée de pandémie ».

### Question de l'hôte intermédiaire
Il est généralement admis que la transmission zoonotique des coronavirus de la chauve-souris à l'humain passe par une espèce animale intermédiaire. Cet hôte intermédiaire serait un prérequis : les récepteurs comme l'ACE2 sont différents entre un humain et une chauve-souris. Ainsi il est suggéré que le SARS-CoV-1 a passé la barrière inter-espèce via la civette. Le taux d’identité entre le génome du SARS-CoV-1 humain et celui de la souche de civette la plus proche était de 99,52 %. Concernant le MERS-CoV, il est suggéré que la transmission s'est faite via le dromadaire.
De nombreuses hypothèses ont émergé concernant l'hôte intermédiaire du SARS-CoV-2. Une première hypothèse, reprise par la presse, a suggéré deux espèces de serpents, Bungarus multicinctus et Naja atra, mais cette hypothèse a rapidement été écartée,. Aucun coronavirus n'est connu à ce jour chez les animaux à sang froid : ils infectent des oiseaux ou plus souvent des mammifères.
Des experts, ont avancé l'hypothèse d'un pangolin, un mammifère en danger d'extinction qui fait l'objet d'une consommation illégale en Chine, et qui était en vente sur le marché de Wuhan. On trouve chez le pangolin javanais Manis javanica des coronavirus quasiment identiques, en particulier pour leur spicule protéique,,. Néanmoins, le taux d’identité des nucléotides des pangolins dans la région RBD atteint à peine 89 %, un pourcentage bien inférieur aux taux observés entre les souches de virus isolées chez l’humain et celles infectant les derniers intermédiaires animaux lors des précédentes transmissions zoonotiques comme le SARS-CoV-1.
En 2020, il est constaté que de nombreux animaux peuvent être infectés par le SARS-CoV-2 : les singes, les félidés (chats, tigres), les lapins, le chien viverrin, les furets et le hamster. Il est suggéré que l'infection est le plus souvent bénigne, voire asymptomatique. Le vison d'Amérique est capable de retransmettre la Covid à l'humain. Dans des élevages contaminés, 68 % des personnes en contact ont été infectées au SARS-CoV-2 par des visons,. Pour cette raison 17 millions de visons ont été abattus au Danemark. Enfin, alors qu’auparavant, le SARS-CoV-2 ne pouvait infecter que des rongeurs transgéniques porteurs du récepteur ACE2 humain, depuis 2021 avec l'apparition des variants anglais, sud-africain et brésilien, il a été constaté que le virus se transmet facilement aux rongeurs « sauvages », faisant craindre une accélération incontrôlable de l'évolution des mutants du SARS-CoV-2,.
En mars 2023, Florence Débarre découvre dans des données génétiques en ligne que celles-ci montrent pour la première fois que des animaux sensibles au coronavirus étaient présents sur le marché de Wuhan. Conformément aux règles de la base de données Gisaid, son équipe contacte les scientifiques chinois qui ont mis en ligne les données génétiques pour leur demander la permission de les analyser, ce qui, selon elle, a été accordé. Un jour plus tard, ils envoient un e-mail pour partager leur découverte de la présence d'ADN de chien viverrin dans les séquences. Le lendemain, les dossiers sont rendus inaccessibles, apparemment à la demande des chercheurs chinois, dont le virologue George Gao. Cette découverte, selon The Guardian, suscite plusieurs questions : « Pourquoi les résultats des prélèvements effectués dans les premiers mois de Covid-19 ont-ils été cachés à la communauté scientifique pendant plus de trois ans ? Pourquoi la première version de l'étude chinoise affirmait-elle n'avoir trouvé aucun ADN de chien viverrin ? Et pourquoi les séquences génétiques ont-elles été discrètement téléchargées sur Gisaid — laissées en ligne assez longtemps pour être découvertes — puis retirées de la vue du public ? »,,.

### Mutation
Le plus proche parent du SARS-CoV2 est le RaTG13, (anciennement appelé Ra4991,) qui a été découvert en 2013 chez les chauves-souris du Yunnan en Chine. La séquence génomique du RaTG13, issue de l'étude d'un échantillon collecté en 2013 par l'institut de Wuhan,, a été publiée en 2020 par Shi Zhengli de l'institut virologique de Wuhan . Une partie du génome du RaTG13 avait déjà été séquencée par l'institut de Wuhan en 2016 sous le nom de Ra4991,. Mais des spécialistes indiquent que RaTG13 a une différence majeure avec Ra4991 au niveau de la partie du génome correspondant à la protéine spike, alors que Shi Zhengli avait affirmé que le RaTG13 était un virus déjà connu sous le nom Ra4991.
Le SARS-CoV-2 contient un site de clivage de furine, cette insertion est récente, puisqu’aucun virus dans le reste de la famille des SARS-CoV, ni aucun virus connu proche de SARS-CoV-2 ne la contient.

## Enquêtes
La maladie est provoquée par l'infection par le virus appelé coronavirus 2 du syndrome respiratoire aigu sévère (SARS-CoV-2).
Le SARS-CoV-2 semble être lié à des coronavirus provenant de chauves-souris. L'hypothèse d'une propagation aux humains par transfert zoonotique est affaiblie par l'absence de preuve qu'un animal ait été contaminé par ce virus. L'hypothèse d'une fuite accidentelle de laboratoire n'est pas à écarter.
Son histoire évolutive, l'identité et la provenance de ses descendants les plus récents, le lieu, le temps et le mécanisme de transmission de la première infection humaine restent à ce jour inconnus,.
Les autorités sanitaires en Chine et à l'étranger ont averti que les efforts de recherche sur l'origine de ce coronavirus pourraient prendre des années et que les résultats pourraient ne pas être concluants. L'Organisation mondiale de la santé (OMS) déclare qu'à l'issue de l'une de ses enquêtes en Chine début 2021 « toutes les hypothèses sont sur la table ».

### Appels internationaux à des enquêtes
En avril 2020, la ministre australienne des Affaires étrangères, Marise Payne, a appelé à une enquête internationale indépendante sur les origines de la pandémie de coronavirus.
Quelques jours plus tard, le premier ministre australien Scott Morrison insiste sur le fait que l'Australie doit rester engagée dans une enquête indépendante sur l'origine du Covid-19 malgré le rejet par la Chine d'une telle perspective.
La chancelière allemande Angela Merkel a également fait pression sur la Chine pour qu'elle fasse preuve de transparence sur l'origine du coronavirus, à la suite de préoccupations similaires soulevées par le président français Emmanuel Macron. Le Royaume-Uni a également apporté  son soutien à une enquête, bien que la France et la Grande-Bretagne déclarent que la priorité à l'époque était de lutter d'abord contre le virus,,.
En mai 2020, la disparition de Huang Yanling, scientifique à l'Institut de virologie de Wuhan (WIV) et patient zéro supposée de la Covid-19, est citée dans un dossier de 15 pages préparé par les gouvernements occidentaux et publié par le Sunday Telegraph en mai 2020.
Toujours en mai 2020, l'Assemblée mondiale de la santé, qui gouverne l'OMS, adopte une motion appelant à une enquête « complète, indépendante et impartiale » sur la pandémie de Covid-19. Un record de 137 pays, dont l'Australie et la Chine, ont co-parrainé la motion, donnant un appui international écrasant à l'enquête.
En novembre 2020, le directeur général de l'OMS, Tedros Adhanom Ghebreyesus, déclare : « Nous devons connaître l'origine de ce virus car il peut nous aider à prévenir de futures épidémies », puis il ajoute : « Il n'y a rien à cacher. Nous voulons connaître l'origine, et c'est tout ». Il a également exhorté les pays à ne pas politiser le processus de recherche de l'origine, affirmant que cela ne ferait que créer des obstacles à la découverte de la vérité.

### Enquêtes du gouvernement chinois
La première enquête menée en Chine a été menée par la Commission municipale de la santé de Wuhan, répondant aux hôpitaux signalant des cas de pneumonie d'étiologie inconnue, entraînant la fermeture du marché de gros de fruits de mer de Huanan le 1er janvier 2020 pour assainissement et désinfection de l'environnement. Les autorités nationales chinoises ont informé le Conseil des affaires de l'État de la république populaire de Chine de ces cas le 31 décembre 2019.
En avril 2020, la république populaire de Chine a imposé des restrictions à la publication de recherches universitaires sur le nouveau coronavirus sous prétexte que les enquêtes sur l'origine du virus feraient l'objet d'un examen plus approfondi et devraient être approuvés par les responsables du gouvernement central,.
Malgré les restrictions, Ian Lipkin (en), scientifique américain, a déclaré qu'il travaillait avec une équipe de chercheurs chinois sous les auspices du Centre chinois de contrôle et de prévention des maladies, une agence gouvernementale chinoise, pour enquêter sur l'origine du virus. Lipkin a développé des relations de longue date avec des responsables chinois, y compris le premier ministre Li Keqiang, en raison de sa contribution au dépistage rapide de l'épidémie de SRAS de 2002-2004.
Le 10 février 2021, à l'issue de l'enquête de l'OMS sur les origines du Covid-19, la Chine affirme que la source du coronavirus SARS-CoV-2 se trouve à l'extérieur de ses frontières. Le porte-parole du ministère chinois des Affaires étrangères Wang Wenbin accuse ainsi les États-Unis : « Nous souhaitons que du côté américain, ils puissent, comme la Chine, faire montre d'une attitude ouverte et transparente, et être en mesure d'inviter des experts de l'OMS aux États-Unis pour mener des recherches et des inspections retraçant l'origine (du virus) ».
Néanmoins, alors que Covid-19 se déchaînait à travers le monde, l'engagement du gouvernement chinois en matière de transparence s'est avéré limité. Il a refusé de partager les données brutes des premiers cas de patients ou de participer à tout autre effort international pour enquêter sur l'origine du virus. En septembre 2019, trois mois avant le début officiellement reconnu de la pandémie, le WIV a supprimé sa base de données de quelque 22 000 échantillons et séquences de virus, refusant de la restaurer malgré les demandes internationales.

### Enquêtes du gouvernement américain

#### Administration Trump
Le 6 février 2020, le directeur de l'Office of Science and Technology Policy demande aux Académies nationales des sciences, de l'ingénierie et de la médecine de convoquer une réunion « d'experts, de généticiens de classe mondiale, d'experts en coronavirus et de biologistes évolutionnistes », pour « évaluer les données, informations et échantillons nécessaires pour faire face aux inconnues, afin de comprendre les origines évolutives de la Covid-19 et de réagir plus efficacement à la fois à l'épidémie et à toute désinformation qui en résulte »,.
En avril 2020, il est rapporté que la communauté du renseignement américaine enquêtait pour savoir si le virus provenait d'une fuite accidentelle d'un laboratoire chinois. L'hypothèse était l'une des nombreuses possibilités envisagées par les chercheurs. Alors que les responsables américains déclarent que « c'est un fait connu que des scientifiques d'un laboratoire de Wuhan avaient réalisé des recherches en cours sur les coronavirus », le secrétaire américain à la Défense, Mark Esper, déclare que les résultats de l’enquête indiquent « pas concluants »,.
À la fin d'avril 2020, le Bureau du directeur du renseignement national déclare que la communauté du renseignement américain pensait que le coronavirus n'était pas artificiel ou génétiquement modifié, ajoute que « la communauté du renseignement continue à examiner rigoureusement les informations et les renseignements émergents pour déterminer si l'épidémie a commencé par contact avec des animaux infectés ou si elle était le résultat d'un accident dans un laboratoire de Wuhan »,.
Selon un fonctionnaire étranger en contact régulier avec l'administration Trump, les renseignements partagés par les États-Unis avec les Five Eyes n’excluent pas cette hypothèse. Le responsable a souligné l'absence d'équipe indépendante en Chine,.
Le 4 janvier 2021, The Times rapporte que Matthew Pottinger, alors conseiller adjoint à la sécurité nationale, déclare qu'un ancien scientifique lanceur d'alerte du WIV travaillait avec les services de renseignement américains, révélant que le laboratoire était lié à l'armée chinoise, et peut avoir utilisé ses recherches pour un double usage.
Depuis le début de la pandémie, Pottinger croit que les dirigeants de la république populaire de Chine se livrent à une dissimulation massive et à une « guerre psychologique pour obscurcir l'origine du virus et détourner le blâme que l'on peut leur faire ». Il a demandé aux agences de renseignement d'explorer l'hypothèse selon laquelle le virus serait accidentellement apparu au laboratoire de virologie à Wuhan,.
Le 15 janvier 2021, le département d'État américain obtient une « fiche d'information », publiée par le gouvernement américain expliquant qu'il n'était pas sûr si l'épidémie du virus avait commencé « par contact avec des animaux infectés », ou à la suite d'« un accident dans un laboratoire » à Wuhan. Le document déclare que « le gouvernement américain a des raisons de croire que plusieurs chercheurs du WIV sont tombés malades à l'automne 2019, avant le premier cas identifié de l'épidémie, avec des symptômes compatibles à la fois avec la Covid-19 et les maladies saisonnières courantes. » Il déclare en outre que l'institut « s'est engagé dans des recherches classifiées, y compris des expériences sur des animaux de laboratoire, au nom de l'armée chinoise depuis au moins 2017 »,. La porte-parole Hua Chunying a nié ces allégations.

#### Administration Biden
Le 27 janvier 2021, Jen Psaki, porte-parole de la Maison-Blanche de l'administration Biden, est sollicitée pour une mise à jour de l'enquête sur les éventuelles origines en laboratoire de Covid-19 suggérées par l'administration Trump, à laquelle elle répond : « Nous estimons que nous devons nous préparer à tirer parti des informations collectées et analysées par notre communauté du renseignement, c'est quelque chose qui est en cours et aussi nous devons continuer à travailler avec nos alliés pour évaluer la crédibilité du rapport sur l’enquête une fois qu’elle est terminée ». Psaki a ajouté que les États-Unis exigent une enquête internationale « claire et solide » et recherchent des détails sur l'origine de la pandémie de Covid-19, ajoutant qu'il est impératif d'acquérir des connaissances sur la propagation de ce virus mortel. Psaki a également évoqué « une grande inquiétude » concernant la « désinformation » provenant de « certaines sources en Chine ».
Le 10 février 2021, à l'issue de l'enquête de l'OMS sur les origines du Covid-19 ; Psaki déclare que « l'administration de Joe Biden n'avait pas été impliquée dans la planification et la mise en œuvre de l'enquête de l'OMS et souhaitait procéder à un examen indépendant de ses conclusions. ». Hu Xijin (en), rédacteur en chef du Global Times répondra « Avons-nous tous mal entendu, ou cette porte-parole n'a donc vraiment aucune honte ? »
Le 17 février 2021, NBC News rapporte que les services de renseignement américains ne peuvent pas exclure le scénario de fuite en laboratoire comme déclencheur de la pandémie de coronavirus, et les preuves montrent que le gouvernement chinois cache quelque chose.
Deux sources internes aux renseignements américains ont déclaré que l'état du matériel du laboratoire ne constituait pas une preuve d'un accident de laboratoire mais soulevait suffisamment de questions circonstancielles pour que les analystes aient été incapables d'exclure le scénario de laboratoire.
Par ailleurs, le WIV a retiré de la vue du public une base de données de 22 000 échantillons de virus pour des raisons de sécurité et n'a pas permis un examen détaillé des notes du laboratoire ou d'autres enregistrements.
À la mi-mai, une vingtaine de chercheurs américains, canadiens et suisses publient un appel dans la revue Science pour examiner plus sérieusement la piste de l'accident de laboratoire à Wuhan, déclarant que « seules 4 des 313 pages du rapport (de l'OMS) et de ses annexes traitaient de la possibilité d'un accident de laboratoire ».
Aussi, le 26 mai 2021, Joe Biden demande à ses services de renseignement d'enquêter à nouveau sur les origines de l'épidémie de Covid-19, notamment sur « l'hypothèse de la fuite du virus depuis le laboratoire de virologie de Wuhan », de nouveau considérée après l'apparition d'éléments pouvant l'étayer.
En février 2023, le ministère américain de l'Énergie estime que la pandémie de Covid-19 a « très probablement » été provoquée par une fuite de laboratoire, selon un rapport de la Direction nationale du renseignement. Le contenu du rapport reste classifié. Les autorités américaines refusent de donner des détails sur les nouveaux renseignements et analyses ayant conduit à ce changement de position. Le document rappelle également que les différentes agences de renseignement américaines peuvent avoir des avis différents sur l'origine de la pandémie. En revanche, d'autres agences de renseignement américaines ne privilégient pas cette hypothèse. Le National Intelligence Council et quatre autres agences estiment n'avoir « qu'une faible confiance dans la probabilité que le virus soit apparu par transmission naturelle à partir d'un animal infecté, sans pour autant considérer qu'il soit certain que l'hypothèse de la fuite de laboratoire soit la bonne »,. Le contenu des rapports de ces agences demeurent toutefois classifiés. Selon Guardian, la théorie des fuites de laboratoire manque de preuves tangibles, mais a été redynamisée par ces rapports selon lesquels « les agences gouvernementales américaines ont conclu que c'était possible, mais avec une confiance faible à modérée ».

### Enquêtes de l'Organisation mondiale de la santé
À la mi-2020, l'OMS entame des négociations avec le gouvernement de Chine pour mener une enquête sur les origines du Covid-19. Le 5 novembre 2020, est diffusé un  « mandat » pour une « Étude mondiale sur les origines du SRAS-CoV-2 » organisé sur la base des conditions convoquées lors de négociations avec le gouvernement chinois . Les termes de référence décrivent une première phase d'étude pour mieux comprendre comment le virus « aurait pu commencer à circuler à Wuhan », et une deuxième phase d'études à plus long terme garanti sur ses résultats.
L'OMS a constitué une équipe de dix chercheurs ayant une expertise en virologie, en santé publique et zoologie suffisante pour mener ce genre d'enquêtes.
La mission devait se rendre en Chine au cours de la première semaine de janvier 2021 pour enquêter sur les origines de la pandémie de Covid-19.
Cependant, le gouvernement de la Chine bloque l'entrée de l'équipe de surveillance de l'OMS après consultation de leurs visas, attirant les critiques du directeur général Tedros Adhanom Ghebreyesus,,,.
Quelques jours plus tard, la permission est accordée à la venue des experts de l'OMS pour réaliser leur enquête,,.
Le 14 janvier 2021, l'équipe d'enquête arrive à Wuhan.
Les membres de l'équipe comprennent : Thea Fisher, John Watson, Marion Koopmans, Dominic Dwyer, Vladimir Dedkov, Hung Nguyen-Viet, Fabian Leendertz, Peter Daszak,, Farag El Moubasher et Ken Maeda.
L'équipe comprend également cinq experts de l'audit[style à revoir] dirigés par Peter Ben Embarek (en), deux représentants de l'Organisation des Nations unies pour l'alimentation et l'agriculture et deux représentants de l'Organisation mondiale de la santé animale.
L'inclusion de Peter Daszak dans l'équipe a suscité la controverse,. Daszak est à la tête d'EcoHealth Alliance (en), une organisation à but non lucratif qui étudie les événements de contagion, et collabore depuis plus de 15 ans avec Shi Zhengli du WIV,. Alors que Daszak est très bien informé sur les laboratoires chinois et l'émergence de maladies dans la région, son lien étroit avec le WIV est considéré comme un conflit d'intérêts dans l'enquête de l'OMS,. Lorsqu'un journaliste de BBC News lui a posé des questions sur sa relation avec le WIV, Daszak a répondu : « Nous classons des papiers, tout est là pour que tout le monde puisse les voir. »
Les responsables américains avaient déjà dénoncé l'enquête comme un « exercice à la Potemkine » et critiqué le « mandat » permettant aux scientifiques chinois de réaliser la phase préliminaire de recherche,.
Le 15 janvier, les États-Unis partagent de nouvelles informations et exhortent l'équipe de l'OMS à demander au gouvernement chinois d'aborder des questions spécifiques, entre autres, les maladies de plusieurs chercheurs au sein du WIV à l'automne 2019, les recherches du WIV sur le RaTG13 et les liens secrets de l'institut avec l'armée chinoise.
Le 18 janvier, ils appellent la république populaire de Chine à permettre à l'équipe d'experts d'interroger « les soignants, les anciens patients et les travailleurs du laboratoire » dans la ville de Wuhan, s'attirant une réprimande du gouvernement chinois. L'Australie a également appelé l'équipe à « avoir accès aux données, informations et emplacements clés les plus pertinents ».
Le 31 janvier 2021, la presse internationale révèle que les proches des personnes décédées du SARS-Cov2 sont astreintes au silence par les autorités chinoises. Le 7 février 2021, le scientifique australien, le professeur Dominic Dwyer, membre de l'équipe d'enquêteurs de l'OMS, déclare aux journalistes de l'émission australienne 60 Minutes diffusée sur la chaîne Nine : « Le premier patient n'a en fait pas visité le marché de fruits de mer ».
Le 9 février 2021, pour Daszak, l'un des responsables de la mission d'enquête,, la fuite d'un laboratoire serait « hautement improbable » ; mais l'animal à l'origine de la pandémie de Covid-19 n'aurait « pas encore [été] identifié ».
Peter Daszak, qui travaille pour l'ONG EcoHealth, avait en 2018 pour projet d'inclure un site de clivage de furine sur les virus de type coronavirus pour tester leur infectiosité (Le projet DEFUSE: Defusing the Threat of Bat-Borne Coronaviruses) et avait fait une demande de subvention en ce sens[réf. nécessaire]. EcoHealth a collaboré activement avec l’Institut de virologie de Wuhan. En 2014, EcoHealth avait déjà lancé un projet visant à dépister la présence des coronavirus chez des chauves-souris en Chine, à analyser en laboratoire leurs séquences génomiques et à évaluer leur risque d’infecter les humains. Des expériences de gains de fonction sur les coronavirus ont commencé au début des années 2000 et ont ensuite impliqué le laboratoire de Wuhan (WIV), bien que Peter Daszak nie que des expériences de gains de fonction (GoF) aient pu avoir lieu à l'institut de virologie de Wuhan.
Le 12 février 2021, Tedros Adhanom Ghebreyesus déclare qu'à l'issue de cette enquête « toutes les hypothèses sont sur la table »,.
Le 13 février 2021, l'administration Biden se déclare vivement préoccupée par le déroulement de l'enquête de l'OMS et a appelé la Chine à permettre l'accès aux données sur les débuts de l'épidémie. Jake Sullivan, conseiller à la sécurité nationale de Joe Biden déplore en effet le manque d'indépendance du rapport d'enquête qui n'était pas libre de toute « altération par le gouvernement chinois ». Par ailleurs, la presse révèle que les autorités chinoises ont refusé de transmettre des données brutes sur les premiers cas de Covid-19 à l’équipe de l’Organisation mondiale de la santé (OMS),,.
En août 2021, Peter Ben Embarek, le responsable de l'équipe chargée de l'enquête, est plus affirmatif sur l'origine de l'épidémie de Covid-19. Pour lui, le coronavirus à l'origine de la pandémie se serait échappé lors du déménagement d'un laboratoire en décembre 2019,. La piste de la fuite de laboratoire devient « probable » pour l'OMS. Le jeudi 12 août 2021, l'OMS appelle ainsi tous les pays, et en particulier la Chine, à publier « toutes les données sur le virus » L'OMS ajoute que « spécifiquement, pour aborder "l'hypothèse labo", il est important d'avoir accès à toutes les données brutes, d'envisager les meilleures pratiques scientifiques ».
En réponse, le vendredi 13 août, la Chine refuse une nouvelle enquête sur son territoire sur les origines du Covid-19, exhortant à une approche « scientifique » et non « politique »,. Par ailleurs, la propagande de la Chine Populaire riposte en insistant sur l'hypothèse d'une fuite de laboratoire mais aux États-Unis.

### Autres enquêtes
Richard Ebright (en), expert américain en biosécurité, estime que « les preuves laissent une base pour exclure que la Covid-19 soit une construction de laboratoire, mais aucune base pour exclure un accident ». Des chercheurs du CNRS donnent du crédit à cette hypothèse.
Le 14 mai 2021, 18 scientifiques américains publient dans le magazine Science un article invitant la communauté scientifique à envisager toutes les pistes, notamment celle d'une fuite d'un laboratoire de Wuhan.
Renaud Piarroux considère, en janvier 2022 : « Je pense qu'il faut maintenant considérer la fuite involontaire à partir d'un laboratoire comme une hypothèse à investiguer sérieusement. ». Cette hypothèse sur les origines du virus n'est pas reprise par le professeur britannique Andrew Rambaut, qui craint les accusations à l'encontre de Pékin. 
Dans son livre The Wisdom of Plagues analysé par The Telegraph, l'ancien journaliste spécialisé en sante publique du New York Times Donald G. McNeil Jr. (en) révèle avoir été sciemment trompé, ainsi que le public, par un groupe de scientifiques à propos de la possibilité que le virus émane d'un laboratoire à Wuhan. En effet, des messages privés publiés par le US Oversight Committee et échangés entre les auteurs d'une publication dans la revue Nature assurant l'origine naturelle du virus qui joua un grand rôle dans l'établissement d'un consensus, reconnaissaient la possibilité d'une fuite de laboratoire mais indiquaient ne pas vouloir indisposer la Chine. En outre, d'autres messages entre scientifiques traitaient de la manière de gérer les demandes de renseignements de McNeil adressées avant cette publication. Les scientifiques convenaient que McNeil, même très crédible, pouvait comme tout journaliste être abusé et décidèrent de lui indiquer que la thèse de la fuite pouvait démontrée fausse. McNeil affirme que les réponses reçues ont affecté la couverture du sujet par le journal. Certains scientifiques ont contesté son interprétation, arguant en particulier qu'en l'absence de preuves pour la thèse de la fuite le groupe avait simplement observé un principe de prudence.

#### Groupe de travail de la CommissionThe Lancet COVID-19
Le 23 novembre 2020, un groupe de travail international dirigé par le controversé Daszak, est formé dans le cadre de la Commission The Lancet COVID-19, présidée par le Jeffrey Sachs de l'Université Columbia. Daszak déclare que le groupe de travail est formé pour « mener une enquête approfondie et rigoureuse sur les origines et la propagation précoce du SRAS-CoV-2 ». Le groupe de travail est composé de douze membres ayant une expérience dans One Health, les enquêtes sur les épidémies, la virologie, la biosécurité en laboratoire et l'écologie des maladies.

#### Enquête de l'équipe de recherche autonome radicale décentralisée sur la Covid-19 (DRASTIC)
Un groupe d’enquêteurs indépendants, dont des anonymes, travaillant dans de nombreux pays différents, effectue des recherches sur Internet pour trouver des indices sur l'origine du Covid-19. Tout au long de la pandémie, ils découvrent des documents, reconstituent des informations et décryptent le tout sur des fils de discussion Twitter. Ce collectif s'appelle DRASTIC (Decentralized Radical Autonomous Search Team Investigating COVID-19). Il établit, entre autres, que le WIV dispose d'une vaste collection de coronavirus rassemblés au cours de nombreuses années de recherche dans les grottes de chauves-souris. Les chercheurs du WIV testaient activement ces virus. Le virus le plus proche du SRAS-CoV- 2, le RaTG13, provient d'une mine de Mojiang, Yunnan, où trois hommes sont morts d'une maladie de type SRAS en 2012.

#### Enquête du Service fédéral de renseignement allemand (BND)
À la suite d'une enquête baptisée Saaremaa, le service de renseignement allemand (BND) estime, en 2020, que le SARS-CoV-2 est issu de la fuite d'un laboratoire à Wuhan suite à des expériences de gain-de-fonction. Le BND attribue alors à ce scénario une probabilité entre 80 et 95 %. Le rapport, remis en 2020 mais gardé secret par les gouvernements successifs, est rendu public en mars 2025.

### Note
1. ↑  youtube : « Nouveaux doutes sur l’origine du Covid-19 - C à vous - 07/06/2022 » (consulté le 7 octobre 2022).